# Jałaneć (osiedle)
Jałaneć (ukr. Яланець) – osiedle na Ukrainie, w obwodzie winnickim, w rejonie hajsyńskim, w hromadzie Berszad. W 2001 liczyło 7 mieszkańców.